# Małaszewicze Duże
Małaszewicze Duże – wieś w Polsce położona w województwie lubelskim, w powiecie bialskim, w gminie Terespol. Leży przy drodze krajowej Nr 2, będącej polską częścią drogi międzynarodowej E-30. Miejscowość znajduje się 9 km od granicy polsko-białoruskiej. 
W latach 1975–1998 miejscowość administracyjnie należała do województwa bialskopodlaskiego. 
Wieś jest sołectwem w gminie Terespol. Według Narodowego Spisu Powszechnego z roku 2011 wieś liczyła 526 mieszkańców i była czwartą co do wielkości miejscowością gminy.
Wierni Kościoła rzymskokatolickiego należą do parafii św. Stanisława Kostki w Wólce Dobryńskiej.

## Historia
Pierwsze wzmianki o wsi pochodzą z drugiej połowy XVI wieku. W 1565 roku wchodziła w skład starostwa brzeskiego – dobra Królewskie Kobylany. Do II połowy XVII wieku była w rękach królów polskich. W 1679 roku król Jan III Sobieski na mocy przywileju oddał ją na własność Tatarom. Ziemie Małaszewicz objął rotmistrz Daniel Szabłowski. Za zgodą króla Szabłowscy w 1702 roku sprzedali ziemie małżonkom Józefowiczom. W roku 1746 część wsi przeszła w ręce Koryckich i Heleny Józefowicz, wdowy po Samuelu. W tym samym roku król August III nadał prawa do części ziem tatarskiemu rotmistrzowi Zabłockiemu. Stan ten trwał do końca XVIII wieku, kiedy to rozpoczął się proces podziału Małaszewicz na dwa majątki – Małaszewicze Wielkie (Aleksandra i Jana Józefowiczów) i Małaszewicze Małe (Abrahama Koryckiego). Majątki pozostawały prawie do I wojny światowej własnością rodów tatarskich. W 1908 roku umarła ostatnia właścicielka ziem małaszowskich, Eliena Amuratowna Iijasewicz.
W roku 1922 zamieszkiwały w Małaszewiczach Dużych 23 osoby pochodzenia żydowskiego, którzy należeli do gminy terespolskiej. Mieli oni do dyspozycji dom modlitwy we wsi, gdyż najbliższa bożnica znajdowała się w Terespolu.
Rozkwit Małaszewicz rozpoczął się wraz z budową drogi żelaznej Warszawa – Brześć. Prestiż miejscowości wzrósł wraz z budową w 1936 roku, przez firmę „Weber, Rostkowski”, lotniska i bazy paliwowej dla tego lotniska. W byłych fortach brzeskich wbudowano zbiorniki paliwowe na 278 tys. litrów benzyny, które były połączone rurociągiem z kolejnym magazynem o pojemności 480 tys. litrów. Budowę drugiego rozpoczęło Dowództwo Lotnictwa Wojska Polskiego. Na lotnisku wybudowano 14 hangarów dla nowoczesnych samolotów bombowych „Łoś”. Dla okolicznych mieszkańców lotnisko było miejscem pracy w czasie budowy jak i w czasie jego funkcjonowania.
1 września 1939 roku niemieckie samoloty zbombardowały lotnisko i obiekty wojskowe. Bomby zniszczyły również 16 budynków wiejskich. Z ludności cywilnej zginęli: Franciszek Iwaniuk, Paulina Karpiszuk, Julian Mazur. Do 17 września zginęło 14 żołnierzy, a po zakończeniu wojny obronnej, dwóch. Lotnisko zostało zajęte przez Niemców. W 1940 roku niemiecki realizator filmowy Hans Bertram, wykorzystał wraki samolotów „Łoś” w Małaszewiczach do propagandowego filmu Kampfgeschwader Lützow. 
W roku 1940 Niemcy odbudowali lotnisko, angażując do pracy jeńców wojennych. W latach 1942–1944 przy torach kolejowych na terenie tzw. „Weroniki" Niemcy utworzyli obóz pracy dla ludności pochodzenia żydowskiego. Około tysiąca Żydów pracowało dla „Bauabteilung Luftwaffe". Na rzecz Niemców przymuszono do pracy 200 Polaków w wieku 15–25 lat. Pracowali oni w obozie Baudienstu. Na lotnisku pracowali również jeńcy Armii Czerwonej oraz później jeńcy włoscy. W pobliżu lotniska rozbudowano linię kolejową, którą transportowano sprzęt na front wschodni. Lotnisko i linia kolejowa stały się dla ruchu oporu miejscem sabotażu i dywersji. 
W czasie II wojny światowej na obszarze Małaszewicz działały struktury Armii Krajowej — Rejon IV Małaszewicze, który wchodził w skład Obwodu Biała Podlaska. W Małaszewiczach zorganizowano szkołę podchorążych oraz kurs podoficerów. Słuchaczami tej szkoły była młodzież pracująca tu jako kolejarze i robotnicy. Szkołę podchorążych ukończyło 60 podchorążych, a kurs podoficerów 100 słuchaczy. Udział w akcjach dywersyjnych i sabotażowych brali również kolejarze z Małaszewicz, dostarczający informacji dla ruchu oporu o transportach wojskowych. Jedną z akcji dywersyjnych było wykolejenie pociągu „urlopowego" w okolicach Małaszewicz (20 listopada 1943 r.) oraz dwóch pociągów ze sprzętem wojskowym (11 czerwca 1944 r). Akcja ta wstrzymała ruch kolejowy na przeszło 12 godzin. Pod koniec tego samego miesiąca zorganizowano akcję na lotnisku, niszcząc magazyn silników i innego sprzętu lotniczego. Niespełna miesiąc później wycofujące się oddziały niemieckie zniszczyły lotnisko. 
Część lotniska funkcjonowała do 1952 roku kiedy definitywnie zostało zamknięte, a obiekty zostały przekazane nowo budującemu się jednemu z największych suchych portów przeładunkowych kolejowych PKP Małaszewicze. W latach 1966–1973 wieś była ośrodkiem gromadzkim. Wybudowano siedzibę Gminnej Rady Narodowej.